# Land Earth Station
Eine Land Earth Station ist eine Funkstelle des mobilen Seefunkdienstes über Satelliten, die ortsfest an Land betrieben wird.